# Olympische Sommerspiele 2016/Teilnehmer (Marokko)
| Gelbes Symbol für Goldmedaillen mit stilisierten Olympischen Ringen | Graues Symbol für Silbermedaillen mit stilisierten Olympischen Ringen | Braundes Symbol für Bronzemedaillen mit stilisierten Olympischen Ringen |
| ------------------------------------------------------------------- | --------------------------------------------------------------------- | ----------------------------------------------------------------------- |
| —                                                                   | —                                                                     | 1                                                                       |

Marokko nahm an den Olympischen Spielen 2016 in Rio de Janeiro teil.
Insgesamt traten 49 Athleten in 13 verschiedenen Sportarten für Marokko an.

## Medaillen

### Medaillenspiegel
| Medaillenspiegel Kirgisistan |          |                              |                           |                           |        |
| Platz                        | Sportart | Goldmedaille – Olympiasieger | Silbermedaille – 2. Platz | Bronzemedaille – 3. Platz | Gesamt |
| 1                            | Boxen    | –                            | –                         | 1                         | 1      |
| Total                        | Total    | 0                            | 0                         | 1                         | 1      |

### Medaillengewinner

#### Bronze
| Name           | Sportart | Wettkampf               |
| -------------- | -------- | ----------------------- |
| Mohammed Rabii | Boxen    | Weltergewicht bis 69 kg |

## Teilnehmer nach Sportarten

### Boxen
| Athleten          | Wettbewerb                    | 1. Runde      | 1. Runde         | Achtelfinale  | Achtelfinale  | Viertelfinale | Viertelfinale | Halbfinale    | Halbfinale    | Finale        | Finale        | Rang          |
| Athleten          | Wettbewerb                    | Gegner        | Ergebnis         | Gegner        | Ergebnis      | Gegner        | Ergebnis      | Gegner        | Ergebnis      | Gegner        | Ergebnis      | Rang          |
| ----------------- | ----------------------------- | ------------- | ---------------- | ------------- | ------------- | ------------- | ------------- | ------------- | ------------- | ------------- | ------------- | ------------- |
| Frauen            |                               |               |                  |               |               |               |               |               |               |               |               |               |
| Zohra Ez Zahraoui | Fliegengewicht bis 51 kg      | S. Ourahmoune | 0:3              | ausgeschieden | ausgeschieden | ausgeschieden | ausgeschieden | ausgeschieden | ausgeschieden | ausgeschieden | ausgeschieden | 17            |
| Hasnaa Lachgar    | Leichtgewicht bis 60 kg       | J. Yin        | 0:3              | ausgeschieden | ausgeschieden | ausgeschieden | ausgeschieden | ausgeschieden | ausgeschieden | ausgeschieden | ausgeschieden | 17            |
| Khadija Mardi     | Mittelgewicht bis 75 kg       | D. Shakimova  | 0:3              | ausgeschieden | ausgeschieden | ausgeschieden | ausgeschieden | ausgeschieden | ausgeschieden | ausgeschieden | ausgeschieden | ausgeschieden |
| Männer            |                               |               |                  |               |               |               |               |               |               |               |               |               |
| Achraf Kharroubi  | Fliegengewicht bis 52 kg      | M.J. Mokhoto  | 3:0              | Y. Veitia     | 0:3           | ausgeschieden | ausgeschieden | ausgeschieden | ausgeschieden | ausgeschieden | ausgeschieden | 9             |
| Mohamed Hamout    | Bantamgewicht bis 56 kg       | M. Buzenko    | 2:0              | R. Ramirez    | 1:2           | ausgeschieden | ausgeschieden | ausgeschieden | ausgeschieden | ausgeschieden | ausgeschieden | 9             |
| Mohammed Rabii    | Weltergewicht bis 69 kg       | Freilos       | Freilos          | R.N. Okouri   | 3:0           | S.G. Donnelly | 2:1           | S. Giyasov    | 0:3           | ausgeschieden | ausgeschieden | Bronze        |
| Hassan Saada      | Halbschwergewicht bis 81 kg   | M.N. Unal     | nicht angetreten | ausgeschieden | ausgeschieden | ausgeschieden | ausgeschieden | ausgeschieden | ausgeschieden | ausgeschieden | ausgeschieden | 17            |
| Mohammed Arjaoui  | Superschwergewicht über 91 kg | M. Majidov    | 0:3              | ausgeschieden | ausgeschieden | ausgeschieden | ausgeschieden | ausgeschieden | ausgeschieden | ausgeschieden | ausgeschieden | 17            |

### Fechten
| Athleten         | Wettbewerb     | 1. Runde | 1. Runde | 2. Runde | 2. Runde | Achtelfinale  | Achtelfinale  | Viertelfinale | Viertelfinale | Halbfinale / Klassifikation | Halbfinale / Klassifikation | Finale / Platzierung | Finale / Platzierung | Rang |
| Athleten         | Wettbewerb     | Gegner   | Ergebnis | Gegner   | Ergebnis | Gegner        | Ergebnis      | Gegner        | Ergebnis      | Gegner                      | Ergebnis                    | Gegner               | Ergebnis             | Rang |
| ---------------- | -------------- | -------- | -------- | -------- | -------- | ------------- | ------------- | ------------- | ------------- | --------------------------- | --------------------------- | -------------------- | -------------------- | ---- |
| Frauen           |                |          |          |          |          |               |               |               |               |                             |                             |                      |                      |      |
| Youssra Zakarani | Florett Einzel | Freilos  | Freilos  | H. Le    | 4:15     | ausgeschieden | ausgeschieden | ausgeschieden | ausgeschieden | ausgeschieden               | ausgeschieden               | ausgeschieden        | ausgeschieden        | 17   |

### Gewichtheben
| Athleten         | Wettbewerb       | Reißen  | Reißen | Stoßen  | Stoßen | Zweikampf | Zweikampf | Rang |
| Athleten         | Wettbewerb       | Gewicht | Rang   | Gewicht | Rang   | Gewicht   | Rang      | Rang |
| ---------------- | ---------------- | ------- | ------ | ------- | ------ | --------- | --------- | ---- |
| Frauen           |                  |         |        |         |        |           |           |      |
| Samira Ouass     | Klasse bis 75 kg | 75 kg   | 7 (B)  | 97 kg   | 7 (B)  | 172 kg    | 7 (B)     | 14   |
| Männer           |                  |         |        |         |        |           |           |      |
| Khalid El Aabidi | Klasse bis 85 kg | 120 kg  | 11 (B) | 165 kg  | 10 (B) | 285 kg    | 10 (B)    | 20   |

### Golf
| Athleten      | Runde 1 | Runde 2 | Runde 3 | Runde 4 | Gesamt | Par | Rang |
| ------------- | ------- | ------- | ------- | ------- | ------ | --- | ---- |
| Frauen        |         |         |         |         |        |     |      |
| Maha Haddioui | 82      | 76      | 80      | 77      | 315    | +31 | 59   |

### Judo
| Athleten     | Wettbewerb | 1. Runde       | 1. Runde    | 2. Runde      | 2. Runde      | Viertelfinale | Viertelfinale | Halbfinale / Trostrunde | Halbfinale / Trostrunde | Finale / Platz 3 | Finale / Platz 3 | Rang |
| Athleten     | Wettbewerb | Gegner         | Ergebnis    | Gegner        | Ergebnis      | Gegner        | Ergebnis      | Gegner                  | Ergebnis                | Gegner           | Ergebnis         | Rang |
| ------------ | ---------- | -------------- | ----------- | ------------- | ------------- | ------------- | ------------- | ----------------------- | ----------------------- | ---------------- | ---------------- | ---- |
| Frauen       |            |                |             |               |               |               |               |                         |                         |                  |                  |      |
| Rizlen Zouak | bis 63 kg  | M. Tsedevsuren | 000s2:101s2 | ausgeschieden | ausgeschieden | ausgeschieden | ausgeschieden | ausgeschieden           | ausgeschieden           | ausgeschieden    | ausgeschieden    | 17   |
| Assmaa Niang | bis 70 kg  | M. Portela     | 000s2:001s2 | ausgeschieden | ausgeschieden | ausgeschieden | ausgeschieden | ausgeschieden           | ausgeschieden           | ausgeschieden    | ausgeschieden    | 17   |
| Männer       |            |                |             |               |               |               |               |                         |                         |                  |                  |      |
| Imad Bassou  | bis 66 kg  | Nathan Katz    | 001s3:000s1 | A. Bouchard   | 000s3:001s2   | ausgeschieden | ausgeschieden | ausgeschieden           | ausgeschieden           | ausgeschieden    | ausgeschieden    | 9    |

### Kanu

#### Kanuslalom
| Athleten    | Wettbewerb | Vorlauf | Vorlauf | Halbfinale    | Halbfinale    | Finale        | Finale        | Rang |
| Athleten    | Wettbewerb | Zeit    | Rang    | Zeit          | Rang          | Zeit          | Rang          | Rang |
| ----------- | ---------- | ------- | ------- | ------------- | ------------- | ------------- | ------------- | ---- |
| Frauen      |            |         |         |               |               |               |               |      |
| Hind Jamili | K-1        | 149,87  | 21      | ausgeschieden | ausgeschieden | ausgeschieden | ausgeschieden | 21   |

### Leichtathletik
Laufen und Gehen 
| Athleten              | Wettbewerb       | Runde 1      | Runde 1 | Halbfinale    | Halbfinale    | Finale        | Finale        | Rang          |
| Athleten              | Wettbewerb       | Zeit         | Rang    | Zeit          | Rang          | Zeit          | Rang          | Rang          |
| --------------------- | ---------------- | ------------ | ------- | ------------- | ------------- | ------------- | ------------- | ------------- |
| Frauen                |                  |              |         |               |               |               |               |               |
| Malika Akkaoui        | 800 m            | 2:00,52 min  | 4       | ausgeschieden | ausgeschieden | ausgeschieden | ausgeschieden | ausgeschieden |
| Rababe Arafi          | 800 m            | DNF          | DNF     | ausgeschieden | ausgeschieden | ausgeschieden | ausgeschieden | ausgeschieden |
| Malika Akkaoui        | 1500 m           | 4:07,42 min  | 5       | 4:08,55 min   | 8             | ausgeschieden | ausgeschieden | 19            |
| Rababe Arafi          | 1500 m           | 4:06,63 min  | 4       | 4:05,60 min   | 7             | 4:15,16 min   | 12            | 12            |
| Siham Hilali          | 1500 m           | 4:13,46 min  | 9       | ausgeschieden | ausgeschieden | ausgeschieden | ausgeschieden | ausgeschieden |
| Koutar Boulaid        | Marathon         | –            | –       | –             | –             | DNF           | DNF           | DNF           |
| Hayat Lambarki        | 400 m Hürden     | 1:00,83 min  | 7       | ausgeschieden | ausgeschieden | ausgeschieden | ausgeschieden | ausgeschieden |
| Salima Elouali Alami  | 3000 m Hindernis | 9:44,83 min  | 10      | ausgeschieden | ausgeschieden | ausgeschieden | ausgeschieden | ausgeschieden |
| Fadwa Sidi Madane     | 3000 m Hindernis | 9:32,94 min  | 11      | ausgeschieden | ausgeschieden | ausgeschieden | ausgeschieden | ausgeschieden |
| Männer                |                  |              |         |               |               |               |               |               |
| Aziz Ouhadi           | 100 m            | 10,34 s      | 6       | ausgeschieden | ausgeschieden | ausgeschieden | ausgeschieden | ausgeschieden |
| Abdelati el-Guesse    | 800 m            | DNF          | DNF     | ausgeschieden | ausgeschieden | ausgeschieden | ausgeschieden | ausgeschieden |
| Mostafa Smaili        | 800 m            | 1:49,29 min  | 2       | 1:45,78 min   | 5             | ausgeschieden | ausgeschieden | 15            |
| Fouad el-Kaam         | 1500 m           | 3:39,51 min  | 6       | 3:40,93 min   | 9             | ausgeschieden | ausgeschieden | ausgeschieden |
| Abdalaati Iguider     | 1500 m           | 3:38,40 min  | 3       | 3:40,11 min   | 6             | ausgeschieden | ausgeschieden | ausgeschieden |
| Brahim Kaazouzi       | 1500 m           | 3:47,39 min  | 6       | 3:48,66 min   | 13            | ausgeschieden | ausgeschieden | ausgeschieden |
| Soufiane Bouqantar    | 5000 m           | 13:56,55 min | 18      | –             | –             | ausgeschieden | ausgeschieden | ausgeschieden |
| Younès Essalhi        | 5000 m           | 13:41,41 min | 14      | –             | –             | ausgeschieden | ausgeschieden | ausgeschieden |
| Abdelmajid el-Hissouf | Marathon         | –            | –       | –             | –             | 2:20:29 h     | 68            | 68            |
| Rachid Kisri          | Marathon         | –            | –       | –             | –             | 2:21:00 h     | 73            | 73            |
| Soufiane el-Bakkali   | 3000 m Hindernis | 8:25,12 min  | 2       | –             | –             | 8:14,35 min   | 5             | 5             |
| Hamid Ezzine          | 3000 m Hindernis | 8:27,69 min  | 5       | –             | –             | ausgeschieden | ausgeschieden | ausgeschieden |
| Hicham Sigueni        | 3000 m Hindernis | 8:27,82 min  | 7       | –             | –             | ausgeschieden | ausgeschieden | ausgeschieden |

### Radsport

#### Straße
| Athleten           | Wettbewerb       | Zeit         | Rang |
| ------------------ | ---------------- | ------------ | ---- |
| Männer             |                  |              |      |
| Anass El Abdia     | Straßenrennen    | 6:30:06 h    | 47   |
| Soufiane Haddioui  | Straßenrennen    | DNF          | DNF  |
| Mouhssine Lahsaini | Straßenrennen    | DNF          | DNF  |
| Mouhssine Lahsaini | Einzelzeitfahren | 1:25:11,72 h | 33   |

### Reiten
| Springen                                   |            |                  |               |               |               |               |      |
| Athleten                                   | Wettbewerb | Strafpunkte      | Strafpunkte   | Strafpunkte   | Strafpunkte   | Strafpunkte   | Rang |
| Athleten                                   | Wettbewerb | 1. Qualifikation | Nationenpreis | Nationenpreis | Einzelfinale  | Einzelfinale  | Rang |
| Athleten                                   | Wettbewerb | 1. Qualifikation | 1. Umlauf     | 2. Umlauf     | 1. Umlauf     | 2. Umlauf     | Rang |
| Abdelkebir Ouaddar mit Quickly de Kreisker | Einzel     | 13 (4/9/-)       | ausgeschieden | ausgeschieden | ausgeschieden | ausgeschieden | 50   |

### Ringen
| Athleten                         | Wettbewerb       | 1. Runde    | 1. Runde | Achtelfinale  | Achtelfinale  | Viertelfinale | Viertelfinale | Halbfinale    | Halbfinale    | Hoffnungsrunde Viertelfinale | Hoffnungsrunde Viertelfinale | Hoffnungsrunde Halbfinale | Hoffnungsrunde Halbfinale | Hoffnungsrunde Finale | Hoffnungsrunde Finale | Finale        | Finale        | Rang |
| Athleten                         | Wettbewerb       | Gegner      | Ergebnis | Gegner        | Ergebnis      | Gegner        | Ergebnis      | Gegner        | Ergebnis      | Gegner                       | Ergebnis                     | Gegner                    | Ergebnis                  | Gegner                | Ergebnis              | Gegner        | Ergebnis      | Rang |
| -------------------------------- | ---------------- | ----------- | -------- | ------------- | ------------- | ------------- | ------------- | ------------- | ------------- | ---------------------------- | ---------------------------- | ------------------------- | ------------------------- | --------------------- | --------------------- | ------------- | ------------- | ---- |
| griechisch-römischer Stil Männer |                  |             |          |               |               |               |               |               |               |                              |                              |                           |                           |                       |                       |               |               |      |
| El Mahadi Messaoudi              | Klasse bis 59 kg | Freilos     | Freilos  | J.D. Thielke  | 0:4           | ausgeschieden | ausgeschieden | ausgeschieden | ausgeschieden | ausgeschieden                | ausgeschieden                | ausgeschieden             | ausgeschieden             | ausgeschieden         | ausgeschieden         | ausgeschieden | ausgeschieden | 17   |
| Zied Ait Ouagram                 | Klasse bis 75 kg | Freilos     | Freilos  | B. Jang       | 0:3           | ausgeschieden | ausgeschieden | ausgeschieden | ausgeschieden | ausgeschieden                | ausgeschieden                | ausgeschieden             | ausgeschieden             | ausgeschieden         | ausgeschieden         | ausgeschieden | ausgeschieden | 19   |
| Freistil Männer                  |                  |             |          |               |               |               |               |               |               |                              |                              |                           |                           |                       |                       |               |               |      |
| Chakir Ansari                    | Klasse bis 57 kg | A. Lachinau | 12:14    | ausgeschieden | ausgeschieden | ausgeschieden | ausgeschieden | ausgeschieden | ausgeschieden | ausgeschieden                | ausgeschieden                | ausgeschieden             | ausgeschieden             | ausgeschieden         | ausgeschieden         | ausgeschieden | ausgeschieden | 13   |

### Schießen
| Athleten      | Wettbewerb | Qualifikation   | Qualifikation | Finale          | Finale        | Ringe/ Scheiben | Rang |
| Athleten      | Wettbewerb | Ringe/ Scheiben | Rang          | Ringe/ Scheiben | Rang          | Ringe/ Scheiben | Rang |
| ------------- | ---------- | --------------- | ------------- | --------------- | ------------- | --------------- | ---- |
| Männer        |            |                 |               |                 |               |                 |      |
| Mohamed Ramah | Trap       | 106             | 30            | ausgeschieden   | ausgeschieden | 106             | 30   |
| Mohamed Ramah | Doppeltrap | 115             | 21            | ausgeschieden   | ausgeschieden | 115             | 21   |

### Schwimmen
| Athleten       | Wettbewerb    | Vorlauf | Vorlauf | Halbfinale    | Halbfinale    | Finale        | Finale        | Rang          |
| Athleten       | Wettbewerb    | Zeit    | Rang    | Zeit          | Rang          | Zeit          | Rang          | Rang          |
| -------------- | ------------- | ------- | ------- | ------------- | ------------- | ------------- | ------------- | ------------- |
| Frauen         |               |         |         |               |               |               |               |               |
| Noura Mana     | 50 m Freistil | 28,20 s | 4       | ausgeschieden | ausgeschieden | ausgeschieden | ausgeschieden | ausgeschieden |
| Männer         |               |         |         |               |               |               |               |               |
| Driss Lahrichi | 100 m Rücken  | 58,01 s | 4       | ausgeschieden | ausgeschieden | ausgeschieden | ausgeschieden | ausgeschieden |

### Taekwondo
| Athleten     | Wettbewerb        | Achtelfinale        | Achtelfinale | Viertelfinale  | Viertelfinale | Hoffnungsrunde Halbfinale | Hoffnungsrunde Halbfinale | Halbfinale | Halbfinale | Hoffnungsrunde Finale | Hoffnungsrunde Finale | Finale | Finale   | Rang |
| Athleten     | Wettbewerb        | Gegner              | Ergebnis     | Gegner         | Ergebnis      | Gegner                    | Ergebnis                  | Gegner     | Ergebnis   | Gegner                | Ergebnis              | Gegner | Ergebnis | Rang |
| ------------ | ----------------- | ------------------- | ------------ | -------------- | ------------- | ------------------------- | ------------------------- | ---------- | ---------- | --------------------- | --------------------- | ------ | -------- | ---- |
| Frauen       |                   |                     |              |                |               |                           |                           |            |            |                       |                       |        |          |      |
| Naima Bakkal | Klasse bis 57 kg  | Jade Jones          | 4:12         | –              | –             | Raheleh Asemani           | 0:12                      | –          | –          | ausgeschieden         | ausgeschieden         | –      | –        | 7    |
| Wiam Dislam  | Klasse über 67 kg | Katherine Rodríguez | 5:1          | María Espinoza | 2:2; 0:1      | Kirstie Alora             | 7:5                       | –          | –          | Bianca Walkden        | 1:7                   | –      | –        | 5    |
| Männer       |                   |                     |              |                |               |                           |                           |            |            |                       |                       |        |          |      |
| Omar Hajjami | Klasse bis 58 kg  | Farzan Ashourzadeh  | 4:3          | Zhao Shuai     | 1:8           | Jesús Tortosa             | 1:4                       | –          | –          | ausgeschieden         | ausgeschieden         | –      | –        | 7    |